# Norman Mailer
Norman Kingsley Mailer, ameriški pisatelj, novinar in filmski režiser, * 31. januar 1923, Long Branch, New Jersey, † 10. november 2007, New York City, New York.
Njegova dela rišejo intelektualno in moralno krizo ameriškega človeka in družbe po drugi svetovni vojni in neprizanesljivo napadajo najhujše zablode ameriškega življenja: rasno razlikovanje, moralni razkol, nasilje ...

## Življenje

### Otroštvo
Mailer je s staršema in dvema sestrama, Normo in Barbaro od svojega četrtega leta živel v Brooklynu. Prihajal je iz judovske družine. Normanov oče, Isaac Barnett Mailer rojen v Južni Afriki, je bil po poklicu računovodja, njegova žena (mati otrok) Fanny Schneider Mailer, rojena v Rusiji pa je vodila agencijo za gospodinjstvo in zdravstveno nego.

### Šolanje
Leta 1939 je zaključil deško srednjo šolo v Brooklynu in se vpisal na Harvardsko univerzo. Kljub pridobljeni diplomi iz aeronavtičnega inženirstva, se je odločil postati poklicni pisatelj.

### Odraslost
Diplomiral je v času druge svetovne vojne in se leta 1944 pridružil vojski ZDA. Šel je na fronto v boje proti Japoncem na Tihem oceanu, zlasti na Filipinih, kjer se je udeležil napada na glavno mesto. Sprva je bil v vojaški obveščevalni službi, nato pa je služil v letalstvu kot izvedenec za posnetke iz zraka.
Norman Mailer se je poročil šestkrat. Skupno je imel devet otrok. Njegova prva žena je bila Beatrice Silverman, s katero je imel hčer Susan. Ločila sta se leta 1952, ker se je Mailer zaljubil v Adele Morales, ki je postala njegova druga žena leta 1954. Imela sta dve hčeri: Danielle in Elizabeth. Po zabavi 19. novembra 1960 je Adele dvakrat zabodel in jo skoraj ubil. Incident je sprožil veliko javnih kritik zoper Mailerjeva dela. 1962 sta se ločila. S tretjo ženo Jeanne Campbell se je poročil leta 1962 in se leto za tem tudi ločil. Imela sta hčer Kate. Četrtič se je poročil leta 1963 z Beverly Bentley, s katero je imel dva sinova: Michaela in Stephena. Ločila sta se leta 1980. Carol Stevens je postala njegova peta žena 7. novembra 1980 in se ločila dan kasneje. Imela sta eno hčer Maggie. Njegova šesta in zadnja žena je Norris Church Mailer, s katero se je poročil leta 1980. Imela sta enega sina Johana Buffala Mailerja. Norman Mailer je vzgojil in posvojil Matthewa Norrisa, sina Norris iz njenega prejšnjega zakona.
Mailer je umrl 10. novembra 2007 zaradi akutne odpovedi ledvic.

## Delo
Pisal je v slogu novega naturalizma, v duhu tradicije pisateljev Hemingwaya in Dos Passosa. S pisateljevanjem se je začel ukvarjati zelo zgodaj. Doživljaji v vojski in na fronti so mu nudili gradivo za njegov znameniti protivojni roman Goli in mrtvi. Z romanom je tri leta po končani vojni dosegel velikanski uspeh in so ga kritiki začeli prištevati med najpomembnejše ameriške romanopisce. Leta 1958 je bil roman preveden v slovenščino. Leta 1951 je izšel njegov drugi roman Barbary Shore ter vzbudil veliko pozornost občinstva in kritikov, sprožil pa je tudi velike razprave, saj je pisatelj v njem prav tako ali pa še bolj kot s svojim prvim romanom očitno dregnil v sršenovo gnezdo predsodkov. Tudi njegovo zadnje delo Deer Park, v katerem je razkrinkal slabe družabne razmere v Hollywoodu in nravne zablode filmskih mogotcev, je kritika silovito napadla. Vse pa kaže, da ta dva romana v umetniškem pogledu nista tako uspela kot je roman Goli in mrtvi. Med pomembnejšimi romani je tudi Krvnikova pesem, ki so ga mnogi kritiki in pisatelji takoj ob izidu uvrstili v klasiko ameriške literature. Z romanom je avtor dosegel vrh svojega dosedanjega ustvarjanja. Deloval je tudi kot filmski režiser, scenarist in igralec.

### Romani
- The Naked and the Dead (1948)
- Barbary Shore (1951)
- Deer Park (1955)
- An American Dream (1965)
- Why Are We in Vietnam? (1967)
- The Armies of the Night (1968)
- Miami and the Siege of Chicago: An Informal History of the Republican and Democratic Conventions of 1968 (1968)
- Of a Fire on the Moon (1970)
- Marilyn. A Biography (1973)
- A Transit to Narcissus (1978)
- The Executioner's Song (1979)
- Of Women and Their Elegance (1980)
- Ancient Evenings (1983)
- Tough Guys Don't Dance (1984)
- Harlot's Ghost (1991) - Oswald's Tale (1995)
- The Gospel According to the Son (1997)
- The Castle in the Forest (2007)
- Moonfire: the epic journey of Apollo 11 (2010)

Romani prevedeni v slovenščino:
- Goli in mrtvi (1958)
- Ameriški sen (1966)
- Krvnikova pesem (1982)
- Nepremagljivi ne plešejo (1986)

### Igre
- The Deer Park (1967)
- Maidstone (1970)
- Strawhead (1986)

### Eseji
Okoli leta 1950 je Mailer postal znan po svojih esejih. Sprva je pisal članke, ki niso bili preveč uspešni, bili pa so pomembni za razvoj njegove filozofije. Ugotovil je, da ga novinarstvo zelo veseli in začel s pisanjem esejev. Leta 1960 je Mailer napisal "Superman Comes to the Supermarket" za revijo Esquire. Ko so uredniki te revije spremenili naslov eseja, je bil Mailer ogorčen in se je odločil, da ne bo več pisal zanje. Njegov najbolj znan in največkrat ponatisnjen esej je The White Negro, ki govori o posledicah holokavsta in atomskih bomb ter suženjstvu v Ameriki. Prvič je bil objavljen leta 1957 in je poziv k opustitvi konformizma. Norman je bil udeležen na pohodu na Washington 21. oktobra 1967 in po pogovorih s prijateljem  Williem Morrisom, urednikom revije Magazine Harper, o dogodku napisal esej za revijo. Esej je imel 90.000 besed in je bil takrat najdaljše stvarno delo objavljeno v ameriški reviji. Delo je doživelo uspeh, saj je dobro predstavil dogodek in samega sebe (v tretji osebi), prav tako je spretno portretiral ostale literarne osebe.
Eseji:
- The White Negro (1957)
- Advertisements for Myself (1959)
- Superman Comes to the Supermarket (1960)
- The Presidential Papers (1963)
- Cannibals and Christians (1966)
- The Bullfight (1967)
- The Prisoner of Sex (1971)
- The Faith in Grafitti (1974)
- Genius and Lust (1976)
- Why Are We At War? (2003)

Noben esej ni preveden v slovenščino.

## Priznanja in nagrade
- Pultizerjeva nagrada in Ameriška državna nagrada (1969)
- Medalja univerze Harvard za dosežke v umetnosti (1970)
- Medalja Edwarda MacDowella (1973)
- Zlata medalja za literaturo, Ameriškega umetniškega kluba (1976)
- Pultizerjeva nagrada za književnost (1980) za roman Krvnikova pesem
- Nagrada Lorda in Taylorja Rosa (1985)
- Nagrada Josephine Miles (1989)
- Medalja Emersona-Thoreaua (1989)
- Medalja univerze Harvard za dosežke v umetnosti (1994)
- Nagrada F. Scotta Fitzgeralda za dosežek v ameriški literaturi (2000)
- Ameriška državna nagrada za ugleden prispevek k ameriškim dopisom (2005)

## Filozofija
Eksistencialni pisatelj Mailer Norman, je v Ameriki spodbudil filozofsko smer eksistencializma, katero je sam utemeljeval tako v svojih delih, kot na podlagi lastne osebnosti. Zagovarjal je, da se zaradi drugih ne bo spreminjal in ne bo upošteval pravil, ki so na svetu, do mere kakor bo sam mislil, da je prav. Njegovo pisanje obarvano z radikalno politiko in eksistencializmom je prevladovalo predvsem v šestdesetih letih dvajsetega stoletja, ko je začel opisovati poskuse spopadanja z glavnimi krizami sodobnega sveta, kar naj bi vplivalo na boljše razumevanje sebe in družbe. Poudarjal je obstoj svobodnega posameznika, ki se razvija in obstaja zaradi lastnih dejanj in želj. Eksistencializem, katerega je zagovarjal je tako imel velik vpliv na celotno ameriško literaturo in družbo za časa druge svetovne vojne, saj se je takrat eksistencializem iz Francije razširil v ZDA. Francoski eksistencializem je takoj vplival na Mailerja in ga spodbudil k razmišljanju, pomenu obstoja v ZDA in vplival na oblikovanje njegove lastne teorije o eksistencializmu. Ker je bil Mailer vključen in bil priča le tej, je posledično razvil globlje razumevanje vojne, ki je predstavljala nepozabno nočno moro.
Po drugi svetovni vojni, ko se je razširila povojna totalitarna družba pa so začeli Mailer in drugi intelektualci poglabljati kako ohraniti neodvisnost samega sebe v depresivni totalitarni družbi in o situaciji v kateri so se znašli. Končni Mailerjev eksistencializem je spodbujal ljudi, da premislijo o odnosih z bogom, o odnosih v družbi in posameznikov do samega sebe. Mailer je tudi želel, da bi z njim ljudje lažje razumeli drugo svetovno vojno in avtoritarno vladavino.
Eno izmed njegovih del, kjer je očiten eksistencializem pri posameznikih, je delo Goli in mrtvi (1948), ki je postavljen v čas druge svetovne vojne (med vojake). Večina karakterjev se znajde pod nadzorom drugih, so nesposobni, zaskrbljeni, tesnobni, brez zastavljenih ciljev v življenju ter se mučijo s socialnimi težavami. Avtor je v romanu prikazal eksistencialistični nauk s čim je poudaril, da se posameznik rodi svoboden in se lahko svobodno odloča, si oblikuje življenje z lastnimi dejanji. Posledično je središče mračnega romana moč, zlasti tistih dostojanstvenikov, ki s svojimi dejanji pridejo do izredno obsežne moči, okoli česar se tudi odvijajo glavni konflikti.